# Burkina Faso aux Jeux olympiques d'été de 2012
Le Burkina Faso participe aux Jeux olympiques d'été de 2012 à Londres au Royaume-Uni du 27 juillet au 12 août 2012. Il s'agit de sa 8e participation à des Jeux d'été.

## Athlétisme
Légende
- Note : le rang attribué pour les courses correspond au classement de l'athlète dans sa série uniquement.
- Q = Qualifié pour le tour suivant
- q = Qualifié au temps pour le tour suivant (pour les courses) ou qualifié sans avoir atteint les minima requis (lors des concours)
- NR = Record national
- N/A = Tour non-disputé pour cette épreuve

Hommes
| Athlète        | Épreuve | Séries   | Séries | Quarts de finale | Quarts de finale | Demi-finales | Demi-finales | Finale       | Finale       |
| Athlète        | Épreuve | Résultat | Rang   | Résultat         | Rang             | Résultat     | Rang         | Résultat     | Rang         |
| -------------- | ------- | -------- | ------ | ---------------- | ---------------- | ------------ | ------------ | ------------ | ------------ |
| Gérard Kobéané | 100 m   | 10 s 42  | 1 Q    | 10 s 48          | 6                | Non qualifié | Non qualifié | Non qualifié | Non qualifié |

Femmes
| Athlète      | Épreuve     | Séries   | Séries | Demi-finales  | Demi-finales  | Finale        | Finale        |
| Athlète      | Épreuve     | Résultat | Rang   | Résultat      | Rang          | Résultat      | Rang          |
| ------------ | ----------- | -------- | ------ | ------------- | ------------- | ------------- | ------------- |
| Marthe Koala | 100 m haies | 13 s 91  | 7      | Non qualifiée | Non qualifiée | Non qualifiée | Non qualifiée |

## Judo
| Athlète        | Épreuve        | 1/16 de finale      | 1/8 de finale                    | Quarts de finale    | Demi-finales        | Repêchage 1         | Repêchage 2         | Finale              | Finale |
| Athlète        | Épreuve        | Adversaire Résultat | Adversaire Résultat              | Adversaire Résultat | Adversaire Résultat | Adversaire Résultat | Adversaire Résultat | Adversaire Résultat | Rang   |
| -------------- | -------------- | ------------------- | -------------------------------- | ------------------- | ------------------- | ------------------- | ------------------- | ------------------- | ------ |
| Severine Nebie | Moins de 63 kg | Exempt              | Elisabeth Willeboordse 0001/1000 | NC                  | NC                  | NC                  | NC                  | NC                  | NC     |

## Natation
Le Burkina Faso a obtenu deux places pour l'universalité de la part de la FINA.
| Athlète         | Épreuve         | Séries  | Séries | Demi-finales | Demi-finales | Finale | Finale |
| Athlète         | Épreuve         | Temps   | Rang   | Temps        | Rang         | Temps  | Rang   |
| --------------- | --------------- | ------- | ------ | ------------ | ------------ | ------ | ------ |
| Adama Ouedraogo | 50 m nage libre | 25 s 26 | 41e    | NC           | NC           | NC     | NC     |

| Athlète            | Épreuve         | Séries  | Séries | Demi-finales | Demi-finales | Finale | Finale |
| Athlète            | Épreuve         | Temps   | Rang   | Temps        | Rang         | Temps  | Rang   |
| ------------------ | --------------- | ------- | ------ | ------------ | ------------ | ------ | ------ |
| Angelika Ouedraogo | 50 m nage libre | 32 s 19 | 63e    | NC           | NC           | NC     | NC     |